# Сан-Кристобаль-де-Куельяр
Сан-Кристобаль-де-Куельяр (ісп. San Cristóbal de Cuéllar) — муніципалітет в Іспанії, у складі автономної спільноти Кастилія-і-Леон, у провінції Сеговія. Населення — 183 особи (2010).
Муніципалітет розташований на відстані близько 120 км на північний захід від Мадрида, 55 км на північний захід від Сеговії.

## Демографія
Динаміка населення (INE ):